# زمانی که اما عاشق می‌شود
«زمانی که اما عاشق می‌شود» (انگلیسی: When Emma Falls in Love) ترانه‌ای است که تیلور سوئیفت، خواننده-ترانه‌سرای آمریکایی، نوشته و ضبط کرده است. این ترانه نخست برای آلبوم استودیویی او در سال ۲۰۱۰ به نام حالا صحبت کن در نظر گرفته شده بود، اما در نهایت حذف شد و، در حالا صحبت کن (نسخه تیلور)، نسههٔ ضبط مجدد آلبوم در سال ۲۰۲۳ گنجانده شد. این ترانه که به‌دست سوئیفت و آرون دسنر تهیه شده است، در مورد تجربهٔ راوی از تماشای دوستی است که عاشق شده و عشق خود را از دست داده است.
«زمانی که اما عاشق می‌شود» با ترکیب عناصر متقاطع بین کانتری و پاپ، به‌عنوان یک بالاد ملایم آغاز می‌شود و سپس به بند برگردان خود می‌رسد. برخی از منتقدان «زمانی که اما عاشق می‌شود» را یکی از برجسته‌ترین ترانه‌های حالا صحبت کن (نسخه تیلور) می‌دانستند. این ترانه در ۲۰۰ آهنگ جهانی بیلبورد به رتبه ۳۶ رسید و وارد جدول‌های استرالیا، کانادا، نیوزیلند و ایالات متحده شد.